# Рош, Франс
Франс Рош (фр. France Roche; 2 апреля 1921, Сен-Тропе — 14 декабря 2013, Париж) — французская актриса, журналист, сценарист и кинокритик.

## Биография
Начала карьеру журналиста во время оккупации Франции немецкими войсками в журнале Ciné Mondial. Позже она работала в журналах Cinévie и Cinémonde. Работая журналистом в одной из ведущих французских газет France Soir, Франс Рош брала интервью у многих знаменитостей, в том числе Брижит Бардо, Кирка Дугласа, Пьера Брассёра, Жана Маре, Анни Жирардо, Симоны Синьоре, Мишеля Пикколи, Жанны Моро и других. В 1969—1986 годах она работала на телеканале Antenne 2, где рассказывала о новостях кино, театра и моды.
За свою кинокарьеру сыграла в 18-ти фильмах, в том числе «Адрес неизвестен» (1951), «Брачное агентство» (1952), «Французский канкан» (1954) и «Жизнь вдвоём» (1958). Она также является автором нескольких сценариев.
В 1961 году была членом жюри 11-го Берлинского международного кинофестиваля.
Франс Рош была замужем за журналистом Франсуа Шале и продюсером Жильбером де Гольдсмидтом.
Умерла 14 декабря 2013 года в Париже.

## Фильмография
| Год  |     | Русское название           | Оригинальное название                 | Роль               |
| ---- | --- | -------------------------- | ------------------------------------- | ------------------ |
| 1950 | кор |                            | The Unthinking Lobster                | покалеченная       |
| 1951 | ф   | Адрес неизвестен           | …Sans laisser d’adresse               | Катрин             |
| 1952 | ф   | Брачное агентство          | Agence matrimoniale                   | незамужняя женщина |
| 1952 | ф   | Прекрасные создания        | Adorables créatures                   | Франсуаза          |
| 1952 | кор |                            | La chasse à l'homme                   | рассказчик         |
| 1953 | ф   | Следуйте за этим человеком | Suivez cet homme                      | Алиса Тиссо        |
| 1953 | кор |                            | À nous deux Paris!                    |                    |
| 1954 | ф   | Зое                        | Zoé                                   | Меделин Делей      |
| 1954 | ф   | Французский канкан         | French Cancan                         | Беатрикс           |
| 1954 | кор |                            | L'architecte maudit                   | чтица              |
| 1955 | ф   | Будущие звёзды             | Futures vedettes                      | женщина            |
| 1955 | ф   | Первые обиды               | La rue des bouches peintes            |                    |
| 1955 | ф   | Глотка ангела              | Gueule d'ange                         | Изабель            |
| 1956 | ф   | Сострадание к вампирам     | Pitié pour les vamps                  | Лора Фонтен        |
| 1957 | ф   |                            | La ironía del dinero                  |                    |
| 1957 | ф   | Карманная любовь           | Un amour de poche                     | Анна-Лиза          |
| 1957 | кор |                            | Le Corbusier, l'architecte du bonheur |                    |
| 1958 | ф   | Жизнь вдвоём               | La vie à deux                         | графиня Дипчинска  |